# El rincón de las vírgenes
El rincón de las vírgenes és una pel·lícula mexicana per Alberto Isaac el 1972, amb un guió que és una adaptació dels contes Anacleto Morones i El día del derrumbe del llibre de contes de Juan Rulfo El llano en llamas; fou filmada al Perú i és protagonitzada per Emilio "el Indio" Fernández, Lilia Prado, Alfonso Aráu i Carmen Salinas.

## Repartiment
- Emilio Fernández, Anacleto Morones.
- Alfonso Aráu, Lucas Lucatero.
- Rosalba Brambila, Leona.
- Carmen Salinas, Pancha Fregoso.
- Lilia Prado, Nieves García.
- Pancho Córdova, Melesio Terrones.
- Héctor Ortega, Gobernador.
- Marcela López Rey, Esposa de gobernador.
- Dolores Beristáin, Señora Terrones.
- Lina Montes, Tencha.
- Patricio Castillo, Tomas.
- María Barber.
- José Aguilar.
- Jesusa Anguiano.
- Rosario Bejarano.
- Manuel Cedeño, como Manuel Cedeño.
- Delfina Chávez.
- Claudia Cristy, como Claudia Christy.
- Hugo Fierros.
- Melchor Fierros.
- Sabino García.
- Guillermina Gaspar.
- Leticia Gaytan.
- Carlos Gómez.
- Leonor Gómez.
- Juan Guerrero.
- Regino Herrera.
- Daniel Macedo.
- Esperanza Martínez.
- Gabriel Portillo.
- José Rocha.
- María Vargas.
- Carlos Zaragoza.
- José A. Zaragoza.

## Resum
Un grup de dones de Comala pretén convèncer a Lucas Lucatero un venedor de menuderies que les acompanyi a demanar la canonització de Anacleto Morones; però el venedor els conta la veritable història de Anacleto. Ho va conèixer quan enraonava les pel·lícules durant les projeccions juntament amb Lleona, una cantant de correguts. Tots dos aprofitaven la seva facilitat de paraula per a enganyar a la gent i fer-la creure en miracles, per la qual cosa Anacleto es va convertir en el Sant Nen Anacleto. Morones, des de la seva posició de faedor de miracles, va començar a abusar de tota dona que atenia, fins i tot de l'esposa del governador, qui el va manar a la presó. Quan el Sant Nen Anacleto surt de la presó vol obtenir diners de Lucas, però aquest ho mata i Lleona fuig nua en conèixer el crim.